# Tel Menora
Tel Menora (hebrejsky: תל מנורה, arabsky: Tal Abu Faradž) je pahorek a sídelní tel o nadmořské výšce - 199 metrů v severním Izraeli, v Bejtše'anském údolí.
Leží v zemědělsky intenzivně využívané krajině cca 8 kilometrů jihojihovýchodně od města Bejt Še'an, na severozápadním okraji vesnice Tirat Cvi. Má podobu nevýrazného odlesněného návrší, u kterého vytéká pramen Ejn Karnim (עין קרנים). Pahorek má dlouhou sídelní tradici. Nacházelo se tu ve starověku židovské sídlo. Byly tu odkryty stavební pozůstatky z byzantského období a spolu s ním synagoga z 5. století. Během války za nezávislost v roce 1948 zde měla své pozice dobrovolnická armáda Fauzí al-Kaukdžího při svém pokusu o dobytí Tirat Cvi. Na západ od Tel Menora se nachází pahorek Tel Šekafim.